# Associazione Sportiva Bisceglie 1989-1990
Questa voce raccoglie le informazioni riguardanti l'Associazione Sportiva Bisceglie nelle competizioni ufficiali della stagione 1989-1990.

## Rosa
| N. |                   | Ruolo | Calciatore           |
| -- | ----------------- | ----- | -------------------- |
|    | Italia (bandiera) | A     | Paolo Acquaviva      |
|    | Italia (bandiera) | C     | Massimo Baldacchini  |
|    | Italia (bandiera) | C     | Giuseppe Bellini     |
|    | Italia (bandiera) | D     | Roberto Bortolussi   |
|    | Italia (bandiera) | C     | Virgilio Bottini     |
|    | Italia (bandiera) | D     | Carmine Caricola (I) |
|    | Italia (bandiera) | A     | Sabatino Cipolletti  |
|    | Italia (bandiera) | A     | Michele De Feudis    |
|    | Italia (bandiera) | D     | Daniele Delli Carri  |
|    | Italia (bandiera) | D     | Giuseppe Di Bari     |
|    | Italia (bandiera) | C     | Marco Di Chio        |

| N. |                   | Ruolo | Calciatore          |
| -- | ----------------- | ----- | ------------------- |
|    | Italia (bandiera) | C     | Vito Graziani       |
|    | Italia (bandiera) | P     | Stefano Grilli      |
|    | Italia (bandiera) | D     | Vincenzo Lambertini |
|    | Italia (bandiera) | C     | Sauro Massi         |
|    | Italia (bandiera) | C     | Vito Montervino     |
|    | Italia (bandiera) | P     | Andrea Mosconi      |
|    | Italia (bandiera) | A     | Cosimo Pistillo     |
|    | Italia (bandiera) | A     | Antonio Pistis      |
|    | Italia (bandiera) | D     | Luca Renna          |
|    | Italia (bandiera) | D     | Stefano Renzi       |
|    | Italia (bandiera) | C     | Michele Scaringella |